# & (album)
Pour les articles homonymes, voir esperluette.
Pour le disque d'Ayumi Hamasaki, voir & (album d'Ayumi Hamasaki).
Albums de Julien Doré
Løve Live
(2015) Vous & moi
(2018)
Albums studio de Julien Doré
Løve
(2013) Aimée
(2020)
Singles
1. Le Lac
Sortie : 8 juillet 2016
2. Sublime et Silence
Sortie : 2 septembre 2016
3. Coco câline
Sortie : 21 avril 2017
4. Porto-Vecchio
Sortie : 25 septembre 2017

& (prononcer « esperluette ») est le quatrième album studio de Julien Doré, paru le 14 octobre 2016.
L'album se vend à près de 600 000 exemplaires.

## Sortie et historique
Julien Doré a écrit et composé l'album & dans un chalet dans les Alpes.
En novembre 2017, & Live, album live de Julien Doré reprenant divers titres de & en public a été inclus dans l'édition limitée de l'album, en tant que son deuxième CD.

## Promotion

### Singles
Le premier single extrait de l'album est Le Lac dans le clip duquel Pamela Anderson fait une apparition.
- Le Lac, sortie le 8 juillet 2016.
- Sublime et Silence, sortie le 2 septembre 2016.
- Coco câline, sortie le 21 avril 2017.
- Porto-Vecchio, sortie le 25 septembre 2017.

### Tournée
La sortie de l'album & est suivie d'une tournée en France et en Belgique qui débute le 23 février 2017 au Zénith d'Amiens et prend fin le 10 mai 2018 au Zénith de Paris.

## Liste des titres
| 1.    | Porto-Vecchio                         | Julien Doré | Julien Doré - Darko                 | 3:43 |
| 2.    | Coco câline                           | Julien Doré | Julien Doré - Darko                 | 3:47 |
| 3.    | Sublime et Silence                    | Julien Doré | Julien Doré                         | 3:57 |
| 4.    | Le Lac                                | Julien Doré | Julien Doré - Darko - Baptiste Homo | 3:56 |
| 5.    | Corail (en duo avec Juliette Armanet) | Julien Doré | Julien Doré - Darko - Omoh          | 3:31 |
| 6.    | Mon écho                              | Julien Doré | Julien Doré - Darko                 | 4:35 |
| 7.    | Romy                                  | Julien Doré | Julien Doré - Darko                 | 3:39 |
| 8.    | Moonlight Serenade                    | Julien Doré | Julien Doré - Omoh                  | 3:17 |
| 9.    | Éden                                  | Julien Doré | Julien Doré - Darko                 | 3:49 |
| 10.   | Magnolia                              | Julien Doré | Julien Doré                         | 3:44 |
| 11.   | Beyrouth-Plage                        | Julien Doré | Julien Doré - Darko                 | 2:59 |
| 12.   | Caresse                               | Julien Doré | Julien Doré - Arman Méliès          | 3:48 |
| 13.   | De mes sombres archives               | Julien Doré | Julien Doré                         | 6:51 |
| 51:36 |                                       |             |                                     |      |

## Accueil commercial
En novembre 2017, l'album s'est vendu à 400 000 exemplaires. En juillet 2020, l'album s'est vendu à plus de 600 000 exemplaires. Il est certifié disque de diamant le 19 janvier 2018.

## Classements et certifications

### Classements
| Classement (2016-20)         | Meilleure position |
| ---------------------------- | ------------------ |
| Belgique (Flandre Ultratop)  | 80                 |
| Belgique (Wallonie Ultratop) | 1                  |
| France (SNEP)                | 1                  |
| France (SNEP Physique)       | 1                  |
| France (SNEP Ventes)         | 1                  |
| Suisse (Schweizer Hitparade) | 3                  |
| Suisse (Charts Romandie)     | 1                  |

| Classement (2016)            | Position |
| ---------------------------- | -------- |
| Belgique (Wallonie Ultratop) | 16       |
| France (SNEP)                | 15       |
| Suisse (Schweizer Hitparade) | 72       |

| Classement (2017)            | Position |
| ---------------------------- | -------- |
| Belgique (Wallonie Ultratop) | 6        |
| France (SNEP)                | 15       |
| Suisse (Schweizer Hitparade) | 95       |

| Classement (2018)            | Position |
| ---------------------------- | -------- |
| Belgique (Wallonie Ultratop) | 44       |

### Certifications
| Région | Certification | Ventes/Streams |
| --- | ------------- | -------------- |
| Belgique (BEA) | Or            | 15 000*        |
| France (SNEP) | Diamant       | 500 000‡       |
| Suisse (IFPI Suisse) | Or            | 10 000^        |
| *Ventes selon la certification ^Mise en rayon selon la certification xNon précisé par la certification ‡ventes/streaming selon la certification |               |                |

## Historique de sortie
| Pays   | Date             | Format                 | Labels             | Réf.   |
| ------ | ---------------- | ---------------------- | ------------------ | ------ |
| Divers | 14 octobre 2016  | CD, LP, téléchargement | Columbia, Sony BMG | [ 1 ]  |
| France | 24 novembre 2017 | CD (édition limitée)   | Columbia, Sony BMG | [ 19 ] |
| France | 23 mars 2018     | CD (réédition)         | Columbia, Sony BMG | [ 21 ] |